# Гагрський муніципалітет
Гагрський муніципалітет — адміністративна одиниця в Грузії. Адміністративний центр — Гагра. Фактично розташовується на території Гагрського району самопроголошеної Абхазії.

## Географія
Загальна територія муніципалітету — 772 км². Відстань від Гагри до російського кордону — 25 км, до м Сухумі — 90 км. Гагрський муніципалітет має протяжність Чорноморсько узбережжі — 53 км.

## Населені пункти
На території муніципалітету розташовано одне місто Гагра, чотири селища міського типу Піцунда, Ґантіаді, Колхіда, Леселідзе, а також 44 села.

## Природа
Гори і пагорби займають 80 % а низини 20 % території муніципалітету. Головною орографічної одиницею є Гагрський хребет і його розгалуження. Найвища точка гора Агепста.

## Економіка і туризм
Муніципалітет відрізняється високим рекреаційним потенціалом. В 1921 році Гагра була оголошена курортом загальнодержавного значення в СРСР. Розпад СРСР і грузино-абхазька війна негативно позначилися на курортній індустрії.